# Khamzat Chimaev
Khamzat Khizarovich Chimaev, né le 1er mai 1994 à Beno-Yurt en République tchétchène d'Itchkérie, est un combattant d'arts martiaux mixtes (MMA) tchétchène possédant la double-nationalité russo-émirati et ancien lutteur professionnel. Il combat dans la catégorie des poids moyens à l'Ultimate Fighting Championship, où il est l'actuel champion de la division.

## Carrière dans les arts martiaux mixtes

### Débuts (2018-2019)
Entre septembre 2017 et avril 2018, Khamzat Chimaev a effectué trois combats amateurs en arts martiaux mixtes. Le premier d'entre eux est contre le futur champion du monde IMMAF, le Suédois Khaled Laallam, qu'il a battu par soumission au deuxième round. Il remporte ses deux combats amateurs suivants, l'un par soumission contre le Suédois Danijel Grbic, et l'autre par KO technique contre le Bosnien Adnan Music, terminant sa carrière amateur avec un bilan de trois victoires et zéro défaite.
Le 26 mai 2018, il bat le Norvégien Gard Olve Sagen par KO technique. Le 18 août 2018, il bat le Norvégien Ole Magnor par soumission. Le 16 novembre 2018, il bat l'Autrichien Marko Kisič par KO technique. Le 22 décembre 2018, il bat l'Américain Sidney Wheeler par KO technique.
Le 19 avril 2019, il bat le Russe Ikram Aliskerov par KO. Le 4 octobre 2019, il bat le Sud-Africain Mzwandile Hlongwa par soumission.

### Ultimate Fighting Championship(depuis 2020)
Le 16 juillet 2020, il bat le Gallois John Philips par soumission. Sa prestation est désignée Performance de la soirée. Le 26 juillet 2020, il bat le Nord-Irlandais Rhys McKee par KO technique. Sa prestation est désignée Performance de la soirée. Le 19 septembre 2020, il bat l'Américain Gerald Meerschaert par KO. Sa prestation est désignée Performance de la soirée.
Le 30 octobre 2021, il bat le Chinois Li Jingliang par soumission. Sa prestation est désignée Performance de la soirée.
Le 9 avril 2022, il bat le Brésilien Gilbert Burns par décision unanime. Sa prestation est désignée Combat de la soirée. Le 10 septembre 2022, il bat l'Américain Kevin Holland par soumission.
En septembre 2023, son manager Majdi Sammas annonce que Khamzat va représenter les Émirats arabes unis à partir de l'UFC 294, à Abou Dabi, en raison de sa décision d'abandonner définitivement la nationalité sportive suédoise, en raison de la décision du gouvernement suédois de ne pas vouloir sanctionner au nom de la liberté d'expression les actes de blasphème et offense contre sa religion, l'islam où des individus brûlaient des livres du Coran dans les rues du pays[réf. nécessaire].
Le 21 octobre 2023, lors de l'UFC 294, il bat Kamaru Usman par décision majoritaire, poursuivant ainsi sa série d'invincibilité.
Le 26 octobre 2024, lors de l'UFC 308, il bat Robert Whittaker par soumission en lui cassant la mâchoire au premier round.
Le 17 août 2025 lors de l'UFC 319, il bat Dricus du Plessis par décision unanime des juges et remporte le titre de champion des poids moyens.

## Personnalité et style

### Formation
Dans une interview avec la chaîne de télévision américaine ESPN, Khamzat Chimaev a déclaré qu'il a été inspiré par le combat entre le Brésilien José Aldo et l'Irlandais Conor McGregor lors d'une nuit au travail où il a pris une pause de 15 minutes. Après cela, il a commencé à s'entraîner en arts martiaux mixtes. Il a déclaré : « Je regardais son combat [celui de McGregor]. Je le regardais combattre Aldo. J'étais assis la nuit et je travaillais. Je me suis reposé pendant 15 minutes et j'ai regardé son combat. Je me dis toujours que si les gars gagnent autant d'argent, des millions et tout ça, pourquoi je ne peux pas le faire maintenant ? Je suis un combattant, je suis un guerrier et j'ai quelque chose de spécial en moi. Je devais trouver un moyen de montrer ça aux gens ». Il s'entraîne au Allstar Training Center de Stockholm, en Suède, depuis l'âge de 23 ans. Il y a déménagé pour commencer sa carrière en MMA en 2017, après avoir vécu auparavant dans une autre ville suédoise, Kalmar, où il s'est entraîné au club de lutte local. Khamzat Chimaev continue de s'entraîner aux côtés d'anciens et d'actuels combattants de l'Ultimate Fighting Championship comme les Suédois Alexander Gustafsson, Ilir Latifi et Reza Madadi, ce dernier étant son entraîneur principal,.
En 2022, Khamzat Chimaev et l'Anglais Darren Till ont pris contact pour s'entraîner ensemble. Ce dernier est arrivé à Stockholm en février et s'entraîne depuis au Allstar Training Center et tourne du contenu pour YouTube et Blockasset. Dans une interview, Khamzat Chimaev a révélé qu'il s'entraîne jusqu'à cinq fois par jour maximum pendant ses camps d'entraînement, et deux à trois fois lorsqu'il n'a pas de combats à venir.

### Style de combattant
Khamzat Chimaev utilise souvent sa lutte libre dans ses combats pour amener ses adversaires au sol. Une fois qu'il est en position de contrôle supérieur, il utilise différentes techniques pour prendre le contrôle de ses adversaires et leur infliger un lourd coup de poing au sol ou chercher à les soumettre, tout en forçant son poids vers eux,,. Son grappling est très souvent comparé à celui du Russe Khabib Nurmagomedov, en raison des similitudes des techniques, comme la clé de menotte et le crochetage des jambes. En ce qui concerne les frappes, Khamzat Chimaev a réalisé 192-2 dans ses deux premiers combats de l'Ultimate Fighting Championship en utilisant cette stratégie. Il a également prouvé son efficacité sur le circuit régional, avec une victoire rapide sur l'ancien double champion de lutte de la Georgia High School Association (GHSA), l'Américain Sidney Wheeler, après l'avoir mis à terre avec un trip extérieur.
En plus de ses capacités de grappling, Khamzat Chimaev frappe également lors de ses combats. Bien que sa frappe soit encore relativement inconnue et non testée, elle implique une grande puissance à partir de la position orthodoxe tout en utilisant la boxe de base et en mélangeant les coups de pied. Il utilise également sa lutte pour mettre en place ses frappes en feintant différents takedowns et inversement. En utilisant sa frappe, Khamzat Chimaev a été capable de mettre KO l'Américain Gerald Meerschaert en seulement 17 secondes avec un seul coup de poing. Il l'a déjà utilisé pour faire tomber des adversaires sur le circuit régional, dont l'ancien champion du monde de sambo de combat, le Russe Ikram Aliskerov.

## Vie privée
Khamzat Chimaev a un frère aîné nommé Artur, compétiteur en lutte libre. Il représente la Suède en compétition d'arts martiaux mixtes, ayant déménagé à Kalmar lorsqu'il avait 19 ans.
Il porte une cicatrice notable sur la lèvre, qu'il a eue à l'âge de deux ans en tombant dans des escaliers en béton. Cet accident l'a empêché de respirer correctement par une narine dans le passé. Avant de commencer à concourir professionnellement, Khamzat Chimaev a travaillé dans une usine de volaille à Kalmar et a également travaillé dans la sécurité.
En décembre 2020, il contracte la Covid-19 et souffre de symptômes persistants qui nécessitent de multiples hospitalisations et l'annulation d'un combat prévu contre Leon Edwards,.
En 2022, il se marie dans sa région natale, la Tchétchénie.

### Liens avec Ramzan Kadyrov
Khamzat Chimaev est proche de Ramzan Kadyrov, le chef de la république tchétchène.
En 2021, Ramzan Kadyrov a d'ailleurs offert à l'athlète une voiture de la marque Mercedes-Benz, qu'il a accidentée quelques mois plus tard.
Ramzan Kadyrov aurait également convaincu Khamzat Chimaev de ne pas prendre sa retraite en mars 2021 et de retourner en Tchétchénie, ce qui a donné lieu à des spéculations dans les médias quant à savoir si le combattant avait été contraint de le faire,.
Il est également présent lors d'une diffusion en direct sur Internet dans lequel Ramzan Kadyrov menace de tuer un mineur qui critiquait son régime répressif.
En mars 2022, les dissidents tchétchènes critiquent le maintien de l'association de Khamzat Chimaev avec Ramzan Kadyrov, en raison de son règne répressif en Tchétchénie.
Le 22 octobre 2022, une altercation physique a lieu lors de l'UFC 280 entre Khamzat Chimaev et Abubakar Nurmagomedov, le cousin de Khabib Nurmagomedov. Les deux hommes se réconcilient peu après avec l'aide et sous la supervision de Ramzan Kadyrov.

## Palmarès en arts martiaux mixtes

### Distinctions
- Ultimate Fighting Championship
  - Performance de la soirée (× 4) : face à John Phillips, Rhys McKee, Gerald Meerschaert, Li Jingliang[16] et Robert Whittaker.
  - Combat de la soirée (× 1) : face à Gilbert Burns[18].

### Historique des combats
| 15 combats     | 15 victoires | 0 défaites |
| Par KO         | 6            | 0          |
| Par soumission | 6            | 0          |
| Sur décision   | 3            | 0          |

| Résultat | Record | Adversaire         | Méthode                           | Événement                                  | Date              | Round | Temps | Lieu                            | Notes                                                                  |
| -------- | ------ | ------------------ | --------------------------------- | ------------------------------------------ | ----------------- | ----- | ----- | ------------------------------- | ---------------------------------------------------------------------- |
| Victoire | 15-0   | Dricus du Plessis  | Décision unanime                  | UFC 319 : du Plessis contre Chimaev        | 17 août 2025      | 5     | 5:00  | Chicago, Illinois, États-Unis   | Remporte le titre des poids moyens de l’UFC. Performance de la soirée. |
| Victoire | 14-0   | Robert Whittaker   | Soumission (clé de mâchoire)      | UFC 308: Topuria vs Holloway               | 26 octobre 2024   | 1     | 3:34  | Abou Dhabi, Émirats arabes unis | Performance de la soirée.                                              |
| Victoire | 13-0   | Kamaru Usman       | Décision majoritaire              | UFC 294: Makhachev vs. Volkanovski 2       | 21 octobre 2023   | 3     | 5:00  | Abou Dhabi, Émirats arabes unis | Retour en poids moyens.                                                |
| Victoire | 12-0   | Kevin Holland      | Soumission (d’Arce choke)         | UFC 279: Diaz vs. Ferguson                 | 10 septembre 2022 | 1     | 2:13  | Las Vegas, Nevada               | Combat en poids intermédiaire.                                         |
| Victoire | 11-0   | Gilbert Burns      | Décision unanime                  | UFC 273: Volkanovski vs. The Korean Zombie | 9 avril 2022      | 3     | 5:00  | Jacksonville, Floride           | Combat de la soirée.                                                   |
| Victoire | 10-0   | Li Jingliang       | Soumission (étranglement arrière) | UFC 267: Błachowicz vs. Teixeira           | 30 octobre 2021   | 1     | 3:16  | Abou Dabi, Émirats arabes unis  | Retour en poids mi-moyens. Performance de la soirée.                   |
| Victoire | 9-0    | Gerald Meerschaert | KO (coup de poing)                | UFC Fight Night: Covington vs. Woodley     | 19 septembre 2020 | 1     | 0:17  | Las Vegas, Nevada               | Combat en poids moyens. Performance de la soirée.                      |
| Victoire | 8-0    | Rhys McKee         | TKO (coups de poing)              | UFC on ESPN: Whittaker vs. Till            | 26 juillet 2020   | 1     | 3:09  | Abou Dabi, Émirats arabes unis  | Performance de la soirée.                                              |
| Victoire | 7-0    | John Phillips      | Soumission (D'Arce choke)         | UFC on ESPN: Kattar vs. Ige                | 16 juillet 2020   | 2     | 1:12  | Abou Dabi, Émirats arabes unis  | Combat en poids moyens. Performance de la soirée.                      |
| Victoire | 6-0    | Mzwandile Hlongwa  | Soumission (d’Arce choke)         | Brave CF 27                                | 4 octobre 2019    | 2     | 1:15  | Abou Dabi, Émirats arabes unis  |                                                                        |
| Victoire | 5-0    | Ikram Aliskerov    | KO (uppercut)                     | Brave CF 23                                | 19 avril 2019     | 1     | 2:26  | Amman, Jordanie                 |                                                                        |
| Victoire | 4-0    | Sidney Wheeler     | TKO (coups de poing)              | Brave CF 20                                | 22 décembre 2018  | 1     | 0:35  | Hyderabad, Inde                 | Combat en poids moyens.                                                |
| Victoire | 3-0    | Marko Kisič        | TKO (coups de poing)              | Brave CF 18                                | 16 novembre 2018  | 1     | 3:12  | Manama, Bahreïn                 | Début en poids mi-moyens.                                              |
| Victoire | 2-0    | Ole Magnor         | Soumission (étranglement arrière) | Fight Club Rush 3                          | 18 août 2018      | 1     | 4:23  | Västerås, Suède                 | Début en poids moyens.                                                 |
| Victoire | 1-0    | Gard Olve Sagen    | TKO (coups de poing)              | International Ring Fight Arena 14          | 26 mai 2018       | 2     | 0:05  | Uppsala, Suède                  |                                                                        |